# Charles-Alexis Chauvet
Charles-Alexis Chauvet (Marines (Val-d'Oise), 7 de juny de 1837 - Argentan (Normandia), 29 de gener de 1871) fou un compositor i organista francès.
Estudià en el Conservatori de París, on tingué per mestres Ambroise Thomas i François Benoist, i primerament fou organista de la parròquia de sant Tomàs d'Aquino, després de la de Sant Bernard i per acabar de la Santíssima Trinitat.
Dotat d'un extraordinari instint musical, assimilà molt aviat tots els recursos de l'art musical, que ja no tenia secrets per a ell. Com a organista es distingí per la facilitat d'improvisació i per la novetat de les seves harmonies, que sempre sabia fer interessants. La seva prematura mort fou una verdadera pèrdua. Entre els seus alumnes s'hi ca comptar Gustave Gagnon.
Deixà diverses composicions per a orgue i piano.